# Ocupación estadounidense de Nicaragua
La ocupación estadounidense de Nicaragua de 4 de agosto de 1912 a 2 de enero de 1933 fue un acontecimiento histórico encuadrado en las llamadas «guerras bananeras», en las que el Ejército de los Estados Unidos intervino en varios países de la América Latina entre 1898 y 1934. La ocupación oficial del país centroamericano comenzó el 4 de agosto de 1912, aunque los estadounidenses ya lo habían atacado en varias ocasiones antes. El objetivo de las operaciones militares estadounidenses en Nicaragua era asegurarse la construcción del Canal de Nicaragua y evitar que la llevase a cabo otro país.
En virtud de la firma del Tratado Bryan-Chamorro en 1916, Nicaragua quedó sometida a un régimen de casi protectorado. El estallido de la Gran Depresión en 1929 y el hostigamiento que sufrían las fuerzas estadounidenses a manos de la guerrilla de Augusto César Sandino hicieron que la ocupación se hiciese demasiado onerosa para el Gobierno estadounidense, que el 2 de enero de 1933 decidió ponerle fin.

## Tensión entre los Estados Unidos y Nicaragua
Ya durante el mandato de Theodore Roosevelt, el Gobierno estadounidense había decidido deshacerse del presidente nicaragüense José Santos Zelaya, del Partido Liberal Constitucionalista. Zelaya, dictador corrupto aunque reformista, ostentaba el poder desde la década de 1890, periodo en el que el Reino Unido cedió la Costa de Mosquitos, que hasta entonces estaba bajo su protección. En 1894, y con la ayuda estadounidense, Zelaya había logrado reincorporar la costa oriental y eliminar la influencia británica. Cuando Roosevelt tomó posesión de la Presidencia estadounidense, las relaciones con Nicaragua eran buenas. El país veía a los estadounidenses como los libertadores de la influencia británica y los inversores de EE. UU. acudieron en masa al país. Por entonces el Gobierno les ofrecía ventajas con la esperanza de que ayudasen a desarrollar la economía nacional. En 1894, según los cálculos del embajador estadounidense en Nicaragua y Costa Rica, entre el 90 % y el 95 % de las inversiones extranjeras en Nicaragua provenían de los Estados Unidos. Zelaya esperaba que EE. UU. construyese en Nicaragua el canal interoceánico, pero la decisión estadounidense de hacerlo en Panamá, entre otras, agrió las relaciones bilaterales. El desilusionado Zelaya se volvió un feroz nacionalista, decidido a acabar con la influencia estadounidense en la zona. Las medidas que aplicó, como la aplicación de impuestos mayores a sus empresas e incluso el uso de la piratería hicieron que Washington sopesase actuar contra él. Para ello tanto Roosevelt como su sucesor Taft emplearon diversos métodos e instrumentos: principalmente la Armada, pero también su influencia en países cercanos como Costa Rica, a la que animaron a derrocar al presidente nicaragüense.
En la rivalidad entre liberales y conservadores nicaragüenses, el Gobierno estadounidense tomó partido claramente por los segundos, pese a que calculaba que gozaban de un apoyo cinco veces menor que sus adversarios. El secretario de Estado Knox deseaba contar con el poder de intervenir a voluntad en la zona, como ya podía hacerlo en Cuba desde tiempos de la guerra hispano-estadounidense gracias a la Enmienda Platt. Desde que accedió al cargo, Knox se propuso derrocar a Zelaya, empleando para ello la presión que le permitían aplicar las inversiones privadas estadounidenses. Entre otras acciones que empeoraron las relaciones entre Washington y Managua estuvo la intervención estadounidense en el Reino Unido, para hacer fracasar la concesión de un empréstito que el Gobierno nicaragüense trataba de obtener allí en 1908. El aumento de la tensión a lo largo de 1909 hizo que el Gobierno estadounidense comenzase a estudiar planes para intervenir en Nicaragua. Los oficiales de la Armada, que ya desde tiempos de Roosevelt actuaban autónomamente atizando el descontento contra Zelaya y maquinando su derrocamiento, tuvieron un papel crucial en el proceso. El centro de la oposición al presidente se hallaba en la región que llevaba su nombre, poblada principalmente por indios misquitos, mal comunicada con el resto del país y disconforme con la pérdida de la autonomía de la que había gozado con los británicos. El establecimiento de ciertos monopolios por parte del presidente sin tener en cuenta los intereses de la zona acentuaron su impopularidad en ella. En 1899, la región había sido la cuna del levantamiento de Juan Pablo Reyes, apoyada por los residentes estadounidenses, pero sofocada el 27 de febrero. Fue uno de los varios alzamientos que Zelaya aplastó con facilidad. A partir de entonces las relaciones con los Estados Unidos, a los que Zelaya creía instigadores de la rebelión fracasada, se fueron tensando, y Zelaya aumentó las medidas comerciales discriminatorias contra la región desafecta. A comienzos de 1909 y en respuesta a los intentos de Zelaya de unificar la región en su favor —trató de derrocar al Gobierno salvadoreño—, buques de guerra mexicanos y estadounidenses patrullaban la costa pacífica centroamericana para impedir posibles expediciones de Zelaya.
El principal motivo de desavenencias entre Zelaya y los inversores estadounidenses fue la concesión de aquel a la Bluefields Steamship Company —de la que la United Fruit Company, minoritaria en el comercio del plátano nicaragüense pese a su influencia en la región, tenía el 51 % de las acciones— del monopolio del transporte de plátano en el río Escondido, donde se concentraban las plantaciones. Este monopolio había arruinado a los hacendados, rivales de la United Fruit, y los había vuelto contra Zelaya, quien, por su parte, cobraba diez mil dólares por la concesión del transporte además de los quince mil que la empresa entregaba al Estado. Cuando los hacendados, cuatrocientos de los cuales formaron una asociación para negociar con la Bluefields Steamship Company, emprendieron violentas protestas, Zelaya decretó el estado de sitio en la región bananera. La Bluefields Steamship Company se negó a negociar con los hacendados, que la boicoteaban, y las dos partes solicitaron la intervención del Gobierno estadounidense. Este despachó a la zona al USS Tacoma (CL-20). La disputa entre los hacendados y la Bluefields Steamship Company tuvo su repercusión luego en el levantamiento contra Zelaya: mientras que los primeros casi en bloque tomaron partido contra el presidente, la segunda lo apoyó.

## La rebelión de Estrada y el comienzo del dominio estadounidense

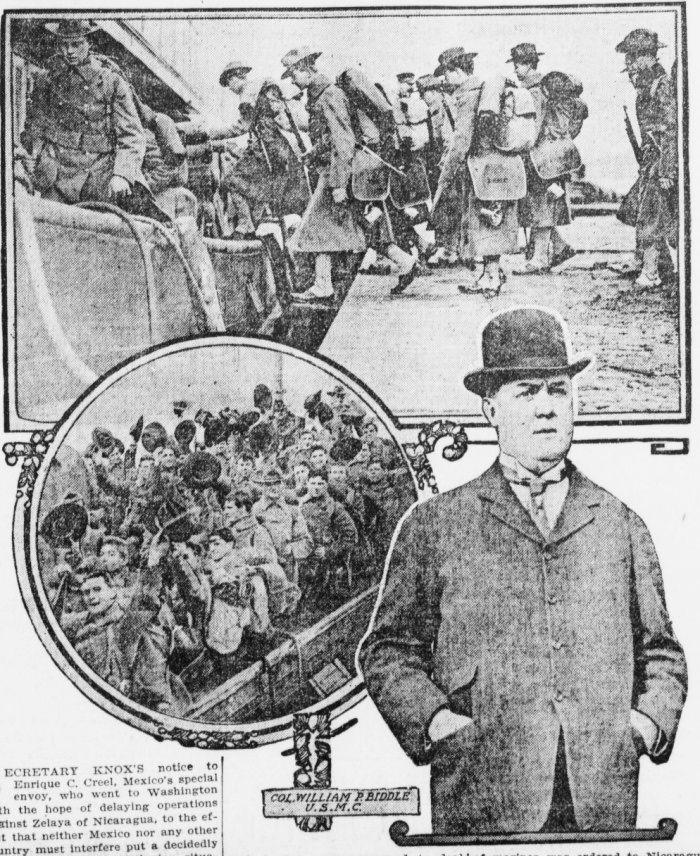
Infantes de marina estadounidenses embarcándose en Nueva York en 1909 con destino a Nicaragua. Aparece asimismo el coronel William P. Biddle, al mando del destacamento, vestido de civil.

En julio el gobernador de la región con capital en Bluefields, Juan José Estrada Morales, liberal como Zelaya pero con el que en el pasado había tenido ciertas desavenencias, había solicitado al cónsul Linard cincuenta mil dólares, dos mil fusiles y el apoyo de su Gobierno para encabezar un alzamiento contra el presidente. Para entonces había recabado ya el respaldo de la mayoría los inversores estadounidenses, a los que había prometido abolir el monopolio del río Escondido y algunas concesiones más. Los oficiales de la Armada estadounidense interesados en los asuntos nicaragüenses también fiaban en Estrada Morales para deshacerse de Zelaya. El gobernador envió un emisario a Washington a solicitar la ayuda necesaria para el golpe de Estado. Recibió muchas más armas que las que había pedido, desde distintos puertos de los Estados Unidos.
Así, a partir del 10 de octubre de 1909, el presidente nicaragüense Zelaya se enfrentó al alzamiento que acaudilló el liberal Estrada Morales, rodeado empero de conservadores, que contaba con el apoyo gubernamental y de los inversores estadounidenses. El cónsul de Bluefields, centro de las inversiones estadounidenses en el país, avisó al Departamento de Estado tres días antes de que estallase la rebelión contra el presidente y participó en los preparativos. Por entonces la presencia militar estadounidense en el país se limitaba a un buque de la Armada, que patrullaba las aguas cercanas a Bluefields con la misión de proteger los intereses económicos estadounidenses en Nicaragua y sus ciudadanos residentes en el país. 
En noviembre las fuerzas de Zelaya tomaron San Juan del Norte, que las de Estrada sitiaron gracias a la benevolente actitud estadounidense. Al mismo tiempo, los representantes estadounidenses animaron a las demás naciones centroamericanas a colaborar con los rebeldes. Guatemala, en efecto, les envió armas y municiones. Los inversores estadounidenses también coadyuvaron en la rebelión, aportando un millón de dólares a sus arcas. Docenas de estadounidenses se unieron a los rebeldes, tanto para darles adiestramiento militar como, en ocasiones, para dirigir sus fuerzas. En los combates, las autoridades nicaragüenses capturaron a dos ciudadanos estadounidenses, Leonard Groce y Lee Roy Cannon, a los que acusaron de participar en el alzamiento y de sembrar minas. Zelaya ordenó el ajusticiamiento de los prisioneros, lo que causó la ruptura de relaciones diplomáticas con los Estados Unidos. Hasta entonces la rebelión había fracasado, pero resurgió merced al apoyo estadounidense, público a partir del 1 de diciembre. Washington envió unidades de infantes de marina a los puertos nicaragüenses con la justificación de proteger a sus ciudadanos y sus propiedades en el país.

Nicaragua, los países colindantes y los posibles trazados del canal nicaragüense.

El alzamiento contra Zelaya, fallido como los anteriores hasta la intervención de los estadounidenses, terminó triunfando gracias a estos. La imposición de zonas neutrales impidió a Zelaya aplastar el alzamiento y condujo a su cese. Ante la hostilidad estadounidense, los propios liberales y el presidente mexicano Porfirio Díaz persuadieron a Zelaya para que renunciase al cargo. Zelaya dimitió el 16 de diciembre, y su candidato a sucederle, José Madriz Rodríguez, fue aprobado por unanimidad en la Asamblea Nacional el día 20. Zelaya había tratado en vano con su cese de evitar la ocupación del país por los Estados Unidos, que acabaron por imponer el protectorado a la nación centroamericana.
El secretario de Estado de los Estados Unidos Philander C. Knox advirtió que su país no estaba dispuesto a restablecer las relaciones con Nicaragua hasta que Madriz demostrase ser un «gobierno responsable» dispuesto a pagar indemnizaciones a los ciudadanos estadounidenses que habían sufrido abusos. Taft consideraba a Madriz Rodríguez seguidor del dimitido Zelaya, y no estaba dispuesto a reconocerlo oficialmente.
La rebelión contra Zelaya siguió pese a su dimisión, entonces ya contra Madriz Rodríguez y aún con el sostén estadounidense. Los estadounidenses se proclamaron neutrales en el conflicto civil, pero, en realidad, colaboraron con los alzados, permitiendo que les llegasen armas y dinero. Cuando Honduras interceptó el carguero nicaragüense de propiedad estadounidense Puerto Perlas, cargado de armas para Estrada en sus aguas territoriales, Washington amenazó al país con recuperarlo por la fuerza si no era inmediatamente liberado; el buque pudo merced a ello llevar su cargamento a Estrada. A principios de 1910, la invasión rebelde del centro del país fracasó y la suerte del alzamiento pareció echada. Washington retiró el grueso de sus fuerzas del país, pero dejó clara su negativa a reconocer la autoridad de Madriz.
Cuando las fuerzas gubernamentales parecían a punto de sofocar definitivamente la rebelión y tomar Bluefields el 10 de mayo, los estadounidenses nuevamente lo impidieron, desembarcando tropas en la ciudad. La imposibilidad de tomar la capital rebelde ante la actitud estadounidense perjudicó gravemente al ejército gubernamental, aislado de sus bases por la selva. Las fuerzas gubernamentales trataron entonces de apoderarse de la aduana local y de bloquear la población, pero los estadounidenses nuevamente lo evitaron. El 27 de mayo, el mayor estadounidense Smedley Butler llegó a Nicaragua al frente de doscientos cincuenta infantes de marina para «mantener la seguridad» en Bluefields. Butler admitió que posteriormente que tenía órdenes de evitar que las fuerzas gubernamentales acometiesen a los rebeldes a los que, por el contrario, no se les puso cortapisa alguna en sus operaciones militares. Las posteriores derrotas gubernamentales desbarataron la campaña para conquistar Bluefields, pero Estrada aún contaba con escasas posibilidades de vencer a Madriz, que aún dominaba el interior del país, sin su ayuda
La falta de reconocimiento estadounidense a su Gobierno y la derrota en la campaña de Bluefields, sin embargo, debilitaron notablemente la posición de Madriz, que no pudo resistir la nueva incursión rebelde de agosto. El 20 de agosto de 1910, Madriz Rodríguez perdió el poder, que pasó a Estrada, con el reconocimiento del Gobierno estadounidense. Enseguida tras la entrada de los rebeldes en la capital el 28 del mes, Estrada había recibido la nota diplomática que los estadounidenses deseaban que les enviase, en la que se fijaban las medidas que iba a aplicar y, en especial, solicitaba un préstamo. Tras titubear al principio, Estrada envió la nota el 10 de septiembre. La toma de posesión de Estrada marcó el principio del control político y económico estadounidense del país. Desde entonces hasta 1925, los conservadores, aunque minoritarios, detentaron el poder, gracias a la protección de Washington. Nicaragua devino el primer protectorado estadounidense en América Central y permaneció dominada por los Estados Unidos durante gran parte del siglo XX.

## Establecimiento del control estadounidense y de los Gobiernos conservadores: la presidencia de Estrada
El presidente Estrada le permitió a su homólogo estadounidense Taft y al secretario de Estado Knox poner en práctica la «diplomacia del dólar» para influir en el país. Esta consistía fundamentalmente en obtener influencia política en un país determinado merced a las inversiones estadounidenses. En las relaciones diplomáticas estadounidenses en tiempos de Knox, primaban los intereses de los grandes inversores financieros. El objetivo de los estadounidenses era socavar la influencia financiera europea en la región, que suponía una amenaza para los planes de los Estados Unidos para construir el canal previsto en el istmo centroamericano y, al tiempo, proteger sus intereses en la explotación de los recursos naturales nicaragüenses. La política exterior de Taft les permitió a los bancos de los EE. UU. prestar dinero al Gobierno de Nicaragua, lo que a su vez servía para someter a las finanzas del país al dominio estadounidense. El Gobierno de Estrada no solo se sometió a los intereses estadounidenses, sino que arruinó las finanzas estatales, hasta entonces relativamente saneadas, a causa de la codicia de sus miembros y los pagos a los que se habían «sacrificado por la revolución». Pese al continuo control de las finanzas nacionales por los estadounidenses, el Estado se halló continuamente al borde de la bancarrota hasta comienzos de la década de 1920. La cercanía de Estrada a Washington le privó de las simpatías de la mayoría de la población. Cuando la Asamblea se propuso cambiar la Constitución para prohibir la contratación de «préstamos humillantes», Estrada se apresuró a disolver la Cámara.
En octubre de 1910, Taft envió a Thomas C. Dawson, que ya se había encargado de establecer el protectorado estadounidense en la República Dominicana con Roosevelt, en calidad de emisario especial. Dawson logró la aquiescencia de los principales dirigentes políticos nicaragüenses (Estrada, Emiliano Chamorro, Adolfo Díaz y Luis Mena Vado) para desmantelar los monopolios que había establecido Zelaya y crear una comisión de concesiones y pago de deudas y unas aduanas encargadas de gestionar los aranceles. Para hacer frente a los pagos, algunos de los cuales se deberían precisamente la decisión estadounidense de rescindir los monopolios establecidos en tiempos de Zelaya, el país se comprometía a solicitar un préstamo a los estadounidenses, avalado por los ingresos aduaneros. Dawson tenía además órdenes de organizar nuevas elecciones que, sin embargo, decidió anular al comprobar la probabilidad de que las ganasen los liberales. Así, decidió que Estrada y el vicepresidente Díaz se mantuviesen dos años en el poder, antes de cedérselo a otros conservadores. Los estadounidenses decidieron sostener a los conservadores, claramente minoritarios en el país, en el poder, convencidos de que podrían alcanzar la estabilidad financiera y pagar los empréstitos contraídos. El nuevo Parlamento, del que los liberales fueron excluidos, entregó el Gobierno a Estrada y Díaz quienes, el 5 de noviembre, aprobaron oficialmente las medidas propuestas por Dawson. En consecuencia, en enero de 1911, reconocieron oficialmente al Gobierno de Estrada, pese a que ello suponía una infracción de los pactos de 1907, que obligaban a cada país firmante a no entrometerse en los asuntos internos de los demás ni reconocer Gobiernos surgidos de levantamientos o que fuesen inconstitucionales. Estrada dependía del sostén estadounidense para conservar el poder. El control financiero extranjero era rechazado por la mayoría de la población.
Estrada tuvo que enfrentarse a diversos problemas durante su mandato: a su escasa popularidad, la codicia de sus ministros y sus problemas con la bebida se añadían la competencia de los conservadores, que ansiaban hacerse con todo el poder y gozaban del favor de los estadounidenses, y la rivalidad de su ministro de Defensa, Mena Vado, que dominaba la Asamblea Nacional y anhelaba arrebatarle el poder. Mena había desempeñado un papel crucial para que la nueva Asamblea Nacional aprobase la reforma financiera deseada por los estadounidenses. Esta se justificó por la situación de cuasi bancarrota de la Hacienda nacional tras los combates, la necesidad de pagar la deuda externa y las reclamaciones de los inversores extranjeros.
Los conservadores se dividían principalmente en tres fracciones: la de Emiliano Chamorro, señor del centro conservador por antonomasia, la ciudad de Granada; la de Mena Vado, que se había distinguido durante la guerra; y la de Adolfo Díaz, más moderada y que había financiado la guerra.

## Dimisión de Estrada y presidencia de Díaz

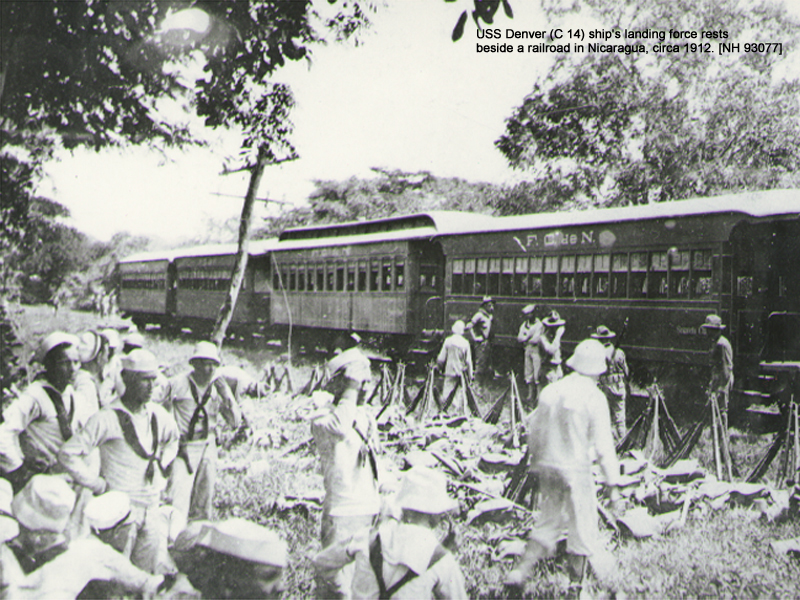
Tropas estadounidenses junto a la línea férrea en Corinto en 1912.

Para 1911, el conflicto entre liberales y conservadores nicaragüenses se había agudizado, lo que ponía en riesgo la devolución de los empréstitos estadounidenses. Por instigación de Mena Vado, aliado del vicepresidente Díaz, la Asamblea Nacional aprobó una Constitución que privaba a Estrada de gran parte de sus prerrogativas en abril, que reaccionó disolviéndola y arrestando a Mena Vado. La embajada estadounidense, sin embargo, intercedió por él y obtuvo su liberación. Mena Vado obligó a Estrada, que había perdido el respaldo de Washington, a dimitir; le sucedió el 11 de  mayo en el cargo el vicepresidente Adolfo Díaz. Díaz había sido el contable principal de la empresa minera La Luz and Los Angeles, de la que el secretario de Estado Knox era el principal accionista y de la que el sobrino de este, Drew Linard, era el gestor en Nicaragua. Él fue el único candidato que el Gobierno estadounidense respaldó para suceder a Zelaya, que en el verano de 1909 había amenazado con rescindir las concesiones a la empresa minera estadounidense. Díaz había financiado a los rebeldes que se habían alzado contra Zelaya en 1909, pero la Hacienda pública le devolvió luego los fondos aportados. El poder, sin embargo, lo detentaba Mena, que dominaba el Ejército y el Parlamento. Por ello, los estadounidenses trataron primordialmente con él.

Mapa de Nicaragua, con el estratégico ferrocarril Corinto-Granada.

En junio, el nuevo Gobierno firmó un empréstito garantizado con los ingresos por aranceles con unas empresas estadounidenses; el préstamo aumentó el poder de los Estados Unidos en el país y sirvió luego, en 1919, para que sus banqueros obtuviesen el control de las líneas férreas y de transporte marítimo nicaragüenses además del 51 % de los fondos del nuevo Banco Nacional. Mena había asegurado la aprobación parlamentaria de las medidas a cambio de lo que entendió como beneplácito estadounidense a su asunción de la Presidencia en 1913. El Banco Nacional, gestionado por banqueros de los EE. UU., se sometía a las leyes del estado de Connecticut. Sus fondos servían como aval de los préstamos estadounidenses. El cobro de aranceles quedó también en manos de funcionarios de los Estados Unidos, supeditados al control de los bancos. El 1 de agosto de 1912, comenzó a operar el nuevo Banco Nacional en Managua y en 1913 se puso en circulación una nueva moneda, el córdoba, con un valor igual al dólar estadounidense. El Gobierno nicaragüense se comprometió además a limitar su presupuesto a los ingresos obtenidos de su parte de los aranceles recaudados. En la práctica, los bancos estadounidenses pasaron a controlar la Hacienda nicaragüense, que gestionaron en su propio interés, dejando escaso de recursos al Gobierno.
Las relaciones de Díaz con los Estados Unidos le restaron popularidad. Su gobierno, represivo, no consiguió empero garantizar la estabilidad ni el fin de las rencillas entre los conservadores. La falta de recursos lo sumía en una crisis financiera continua. Esta situación sirvió al arrumbado Mena, al que Díaz había dejado de lado para estrechar sus relaciones con Chamorro, para revolverse contra el presidente. Mena dominaba el Parlamento, y logró que éste en octubre de 1991 lo eligiese para suceder a Díaz el 1 de enero de 1913, cuando concluía el mandato que le habían otorgado los estadounidenses. Esta maniobra disgustó no solamente a Díaz, sino también a otros destacados dirigentes conservadores, como Emiliano Chamorro.
Cuando el Gobierno estadounidense se negó a aceptar la decisión del Parlamento nicaragüense, Mena se alzó contra el Gobierno de Díaz el 29 julio, después de que el presidente lo destituyese de su ministerio. Trató en vano de tomar el fuerte que domina la capital y, al fracasar, huyó a Granada, donde había acumulado pertrechos; gran parte del ejército tomó partido por él. Mena se coaligó con los liberales acaudillados por Benjamín Zeledón, contrarios a la influencia estadounidense. Huyó a Masaya, donde fijó el cuartel general de la rebelión, y entregó el control de Granada a su hermano. Díaz, que confiaba en el tradicional apoyo estadounidense a los conservadores nicaragüenses, declaró que no podía garantizar la seguridad ni de los ciudadanos de los Estados Unidos ni de sus propiedades en Nicaragua y en consecuencia solicitó al Washington que interviniese en el país. Durante la primera mitad de agosto de 1912, las fuerzas de Mena se apoderaron de los vapores de los lagos Xolotlán y Cocibolca que pertenecían a una compañía ferroviaria con participación estadounidense. Los rebeldes atacaron la capital del país, que bombardearon durante cuatro días. La capital quedó aislada cuando los liberales se alzaron en León y pasaron por las armas a la guarnición fiel al Gobierno. El embajador estadounidense, George Wetzel, envió un cable a Washington solicitando el envío de tropas para proteger la embajada. Knox solicitó a Taft que el país interviniese militarmente, alegando que el ferrocarril Corinto-Granada se hallaba en peligro y esto perjudicaba los intereses de los Estados Unidos. El secretario de Defensa estadounidense Henry L. Stimson persuadió a Taft para que no enviase al ejército, pero la Marina siguió entrometiéndose en los asuntos nicaragüenses, sosteniendo a Díaz y protegiendo a los inversores estadounidenses. A principios de septiembre, llegaron suficientes infantes de marina al país para que los estadounidenses tomasen el control del ferrocarril que unía el puerto de Corinto con la capital. El levantamiento fracasó por la acción de los estadounidenses, que se oponían a que los liberales recuperasen el poder, impidieron que los rebeldes atacasen de nuevo la capital, proclamaron su apoyo al Gobierno y finalmente obligaron a los alzados a capitular el 5 de octubre. Mena, muy enfermo, se rindió al almirante estadounidense Sutherland en Granada. Los liberales de Zeledón resistieron un día más en León, que las fuerzas estadounidenses tomaron al asalto, como habían hecho con otra importe posición que amenazaba el ferrocarril dos días antes. El despliegue de los infantes de marina que habían combatido a los rebeldes se mantuvo para asegurar el control de las inminentes elecciones, previstas para el 12 de noviembre. En total, los estadounidenses emplearon dos mil setecientos infantes de marina y marinos para aplastar el alzamiento de Mena y Zeledón contra Díaz, que quedó sofocada en septiembre de 1912.
En las elecciones de 1912, vigiladas por los Estados Unidos, no se permitió que participase la oposición a Díaz; el embajador estadounidense se encargó de asegurarse la victoria de Díaz impidiendo que participasen en ella los liberales. La fracción conservadora encabezada por Chamorro aceptó a Díaz como candidato a propuesta de los estadounidenses, a cambio del puesto de embajador del país en los Estados Unidos para este. Díaz se alzó con la victoria y tomó posesión de la Presidencia para el periodo 1913-1917. Para asegurarse que Díaz conservase el poder, los estadounidenses dejaron en la capital un destacamento de ciento veinte infantes de marina, oficialmente asignados a la embajada e «invitados» por el presidente nicaragüense. Los objetivos estadounidenses eran proteger la región cercana al canal de Panamá e imponer Gobiernos sumisos a sus intereses, sin importar si contaban o no con el respaldo de la población. La disposición de Díaz a que le construyesen un canal en el país y su defensa de los intereses económicos de los Estados Unidos le garantizaron la protección de estos. Durante los trece años siguientes, la intromisión estadounidense en la política de Nicaragua fue continua: aseguró la paz y el sistema republicano del Estado, pero no la democracia.
Ante las continuas estrecheces financieras, el Gobierno trató de obtener fondos mediante la construcción del canal interoceánico por los Estados Unidos. Un primer tratado a tal efecto se firmó el 8 de febrero de 1913, que quedó sin efecto porque no lo ratificó el Senado estadounidense. Lo sustituyó el Tratado Bryan-Chamorro –este último a la sazón embajador– del 5 de agosto de 1914, muy criticado en América Central y que se ratificó dos años y medio después, en febrero de 1916. El tratado concedía los derechos de construcción del canal a los Estados Unidos, les cedía durante noventa y nueve años las Islas del Maíz, les permitía establecer una base militar en el golfo de Fonseca y amortizaba tres millones de dólares de la deuda nicaragüense. La cláusula sobre la creación de la base militar estadounidense disgustó especialmente a las naciones de la zona, en particular a El Salvador y Honduras, que compartían la soberanía del golfo en la que debía instalarse. Las denuncias de Costa Rica y El Salvador ante el Tribunal de Arbitraje Centroamericano, fundado a propuesta de los Estados Unidos, prosperaron en lo fundamental, pero Washington decidió soslayar la decisión del tribunal, que consideraba contrario a sus intereses. La aplicación del tratado supuso el sometimiento definitivo de Nicaragua al protectorado de los Estados Unidos.

## Los sucesivos Gobiernos conservadores
Con el nuevo presidente Woodrow Wilson la situación apenas cambió, pese sus los teóricos buenos deseos de fomentar la democracia en el país. El deseo de garantizar la seguridad del canal de Panamá frustró los escasos planes de cambio. En las elecciones de 1916, los estadounidenses volvieron a vetar la participación de los liberales y se aseguraron de que saliese elegido el general Emiliano Chamorro. Según los estadounidenses, el candidato que deseaban presentar los liberales Julián Irías, era demasiado cercano al odiado Zelaya, del que había sido ministro. En realidad, no solamente se oponían a Zelaya, sino a los liberales –mayoritarios en el país– en general, que rechazaban cada vez con mayor firmeza la supervisión financiera de los EE. UU. Merced a la retirada de los liberales, intimidados por la actitud estadounidense –Washington había dispuesto varios buques de guerra para dejar clara su preferencia por los conservadores en los comicios,– Chamorro obtuvo el poder político completo frente a sus adversarios. Durante la Primera Guerra Mundial, siguió fundamentalmente los dictados de Washington: en mayo de 1917 otorgó a los Estados Unidos el derecho de uso de los puertos y de las vías de comunicación y el 8 de marzo de 1918 declaró la guerra a Alemania. En la posguerra, colaboró estrechamente con los Estados Unidos en la creación de la Sociedad de las Naciones.
En 1918 los Estados Unidos ostentaban los derechos exclusivos para construir el canal nicaragüense; los banqueros neoyorquinos, con el respaldo de su Gobierno, dominaban el Banco Nacional y los ferrocarriles y gestionaban la administración de las aduanas. Ese año se estableció una comisión para controlar el gasto gubernamental, compuesta por un nicaragüense y dos estadounidenses –elegidos estos por el secretario de Estado.– El continuo control estadounidense de las finanzas nicaragüenses permitió crear un Banco Nacional eficaz, reducir notablemente la deuda externa respecto de los niveles de 1911, emitir una divisa estable ligada al patrón oro, obtener créditos a intereses menores que los de las naciones vecinas e implantar un sistema aduanero eficaz, pero al precio de mantener el dominio hacendístico de los Estados Unidos y sin que ello contribuyese al desarrollo económico y social del país. La mayoría de la población era contraria al control económico de Washington, que tildaba de imperialista.
Al concluir la Primera Guerra Mundial, los nuevos Gobiernos estadounidenses se plantearon poner fin a las intervenciones armadas en la región, mal vistas por la opinión pública y perjudiciales para el comercio. Los conservadores nicaragüenses, sin embargo, se oponían a la retirada militar estadounidense y a permitir la participación de los liberales en las elecciones. En los comicios de 1920, de nuevo fraudulentos, volvió a ganar el candidato conservador, el tío del general Chamorro, Diego Manuel Chamorro Bolaños. El propio Chamorro había tratado de presentarse a la reelección pero, ante el rechazo estadounidense, había postulado a su tío. Washington optó por imponer una serie de cambios a Managua, entre ellos una reforma electoral. En todo caso y pese a las denuncias de fraude, reconoció la legitimidad de la elección de Chamorro, al que solo impuso el ingreso en el Consejo de Ministros de algunos miembros moderados de la oposición y al que mantuvo su protección mediante el destacamento de la embajada. Los Estados Unidos deseaban retirar el destacamento militar de la embajada, pero antes querían contar con una organización policial que asumiese el mantenimiento del orden en el país. Tras el fallecimiento de Chamorro Bolaños el 12 de octubre de 1923, asumió la Presidencia el vicepresidente Bartolomé Martínez, que admitió el asesoramiento de un pequeño grupo de expertos estadounidenses en la aplicación de la nueva ley electoral que habían diseñado, pero no en la supervisión de las votaciones, y pidió el mantenimiento de los soldados en el país hasta enero de 1925.
A finales de la primavera, riñas entre las fracciones conservadoras –tanto liberales como conservadores estaban muy divididos en diferentes corrientes,– llevaron a la breve toma de la fortaleza de la Loma de Tiscapa, que domina la capital. Pese a la alarma del presidente Chamorro Bolaños, el destacamento estadounidense y la embajada impusieron la evacuación de los rebeldes a cambio de la amnistía de los que habían participado en la revuelta. A lo largo de 1923 y 1924, disidentes liberales y conservadores negociaron para presentar una candidatura conjunta a las siguientes elecciones. El nuevo partido agrupaba a la principal fracción liberal con la menor de los conservadores. Martínez, que no pudo presentarse a la reelección por impedirlo la Constitución y rechazarlo los Estados Unidos, favoreció abiertamente a la nueva coalición liberal-conservadora frente a sus rivales.
El Gobierno estadounidense no influyó en las elecciones del 5 de octubre de 1924 y retiró finalmente el destacamento de la embajada en agosto de 1925. Los comicios dieron el poder a una coalición liberal-conservadora: asumió la Presidencia el conservador Solórzano y la Vicepresidencia, el liberal Sacasa. Tras concluir las votaciones, Martínez impuso  el estado de sitio durante dos meses para evitar toda oposición al nuevo presidente, al que se había elegido nuevamente en unos comicios fraudulentos por la coerción gubernamental en favor del ganador. Para otorgar el reconocimiento al nuevo gabinete, Washington exigió que las siguientes elecciones, previstas para 1928, se verificasen de acuerdo a la ley electoral diseñada durante el mandato de Martínez, pero que este se había asegurado de conculcar.
Para entonces el grueso del comercio exterior, que no había dejado de crecer desde principios de siglo, tenía por destino los Estados Unidos. El Estado terminó de pagar los préstamos contraídos tras la marcha de Zelaya y recuperó la posesión del Banco Nacional y de los ferrocarriles, aunque los funcionarios estadounidenses que los habían gestionado hasta entonces permanecieron en sus puestos.

## Levantamiento de Chamorro y regreso de los estadounidenses
Parte de los conservadores, no obstante, no aceptaron la vuelta al Gobierno de los liberales. Poco después de la marcha de los soldados estadounidenses, en octubre de 1925, el general Chamorro dio un golpe de Estado, obligó al débil Carlos José Solórzano a rescindir su liga con los liberales y a abandonar la Presidencia, envió al vicepresidente al exilio y se hizo nombrar presidente de la república en enero de 1926. Había esperado que los Estados Unidos admitiesen la nueva situación, pero estos se negaron en enero de 1926 a admitir su autoridad.
Estalló un levantamiento liberal en la costa atlántica en mayo, aplastado y otro más poderoso que desencadenó una guerra civil, en agosto. Con apoyo mexicano, el exvicepresidente exiliado Sacasa regresó al país y se alzó contra Chamorro desde la costa de Mosquitos, en Puerto Cabezas, conquistada por José María Moncada Tapia ese mismo mes. Las conversaciones entre los enemigos para poner fin al conflicto, celebradas en un buque de guerra estadounidense anclado en Corinto, fracasaron en octubre. La participación mexicana alarmó a los estadounidenses, que vieron peligrar su dominio del país y por ello decidieron deshacerse tanto de Sacasa como de Chamorro y devolver al poder a Adolfo Díaz Recinos, en calidad de presidente interino «imparcial». Chamorro tuvo que dimitir y ceder la presidencia a Díaz; Sacasa, sin embargo, no reconoció su autoridad y formó un Gobierno propio en el este el 1 de diciembre. México reconoció a Sacasa y le envió armas y abastos. Para sostener a Díaz frente a los rebeldes liberales, el presidente Coolidge, al que aquel había solicitado socorros, aplicó una serie de medidas que le favorecieron, pese al disgusto de la opinión pública de su país, que rechazó sus razones para hacerlo: ampliar las zonas neutrales impuestas por la Armada, abolir el embargo de armas a su Gobierno y concederle varios empréstitos. Aunque Coolidge se negó a imponer el protectorado oficial que solicitaba Díaz, rehusó también los gestos de conciliación de Sacasa, que solicitaba la mediación estadounidense y de los países de la región. En enero de 1927, y tras la petición tanto de Díaz como de diversos Gobiernos europeos, Washington envió de nuevo tropas a la capital nicaragüense y al ferrocarril que la unía con la costa. El 24 del mes, llegaron los primeros cuatrocientos infantes de marina. Las derrotas gubernamentales de comienzos de febrero en Chinandega y luego en Muy Muy hicieron que más infantes desembarcasen en Corinto y se instalasen en el fuerte de La Loma de Managua. A finales de mes llegaron nuevos buques de guerra y aviones. A principios de marzo, los Estados Unidos habían desplegado ya dos mil soldados en el país, al mando del general Logan Feland.

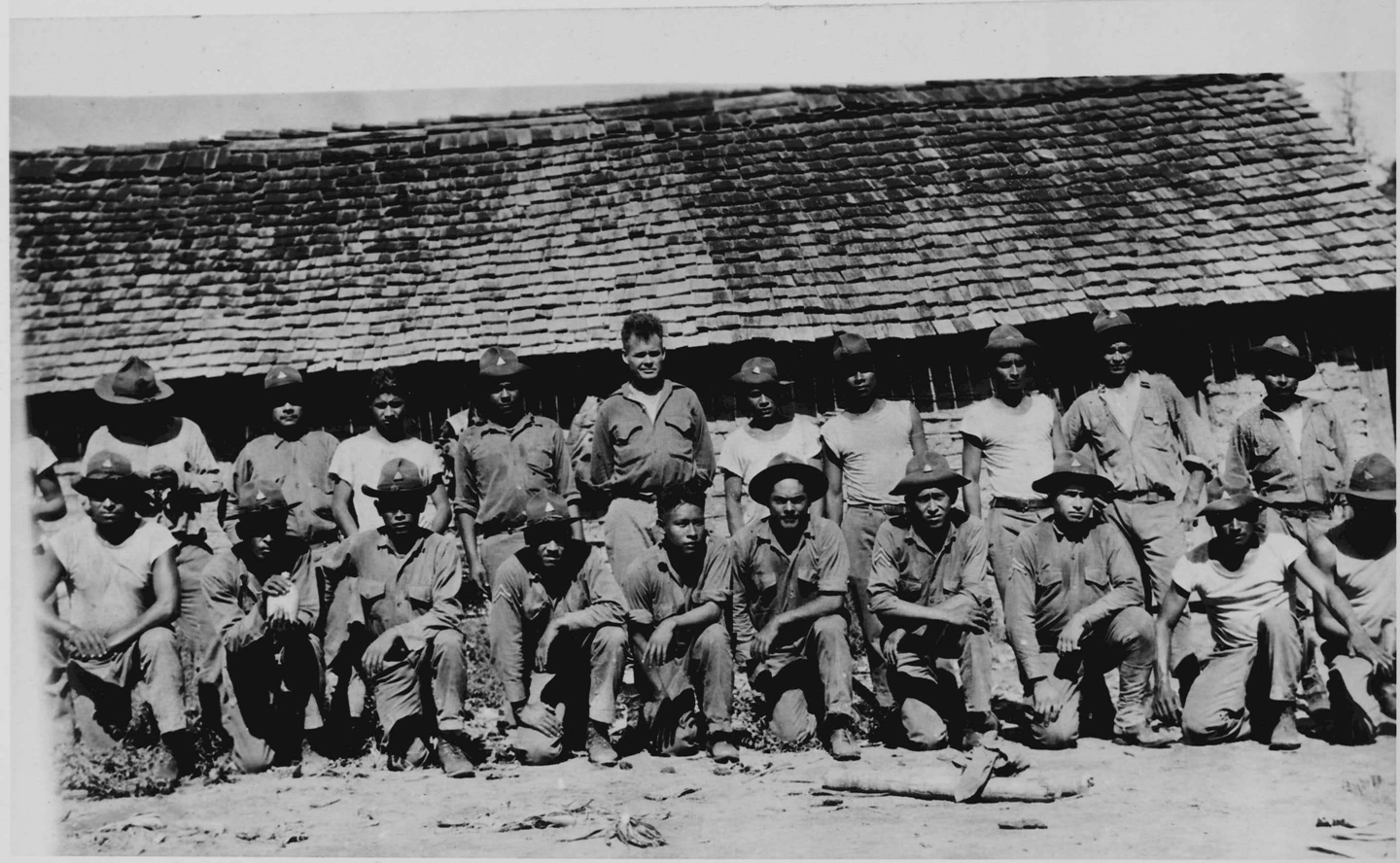
Miembros de la Guardia Nacional con su oficial estadounidense. La Guardia debía sustituir al Ejército y la Policía en el mantenimiento del orden en el país y fue adiestrada por militares estadounidenses.

Stimson, llegado a Nicaragua en abril de 1927, impuso a los beligerantes un acuerdo mediante la amenaza de la intervención militar. Por el acuerdo de Tipitapa, rubricado en mayo, los Estados Unidos se comprometían a supervisar las elecciones de 1928, a organizar una Guardia Nacional neutral y a pacificar el país. La Guardia Nacional debía quedar como la única fuerza armada del país y garantizar la limpieza de las elecciones. Los estadounidenses consiguieron además conservar a Díaz y que Sacasa partiese de nuevo al exilio. La tutela estadounidense no sirvió para garantizar la implantación de la democracia y, tras la retirada de los soldados estadounidenses en 1933, el Gobierno quedó en manos de la Guardia Nacional que ellos mismos habían formado.
La Guardia Nacional era impopular, costosa para los estadounidenses y un instrumento en manos de quien detentase el poder, primero el presidente José María Moncada Tapia, antiguo jefe militar de la rebelión de Sacasa y vencedor en los comicios de 1928, y luego de Anastasio Somoza García. Fue además incapaz de acabar con el movimiento guerrillero de Augusto César Sandino, que entre 1927 y 1933 se opuso a la ocupación militar estadounidense. Sandino, uno de los dirigentes liberales, se había comprometido en principio a aceptar el pacto de Tipitapa, pero luego se había retirado con sus hombres, unos doscientos, a la abrupta región fronteriza de Las Segovias, en el norte del país, donde había emprendido la acción guerrillera. Las operaciones de las fuerzas estadounidenses y nicaragüenses contra Sandino resultaron infructuosas. Tras retirarse un año a México en 1929, Sandino regresó a Nicaragua en 1930 y pudo reunir en torno a sí a unos cinco mil hombres.

## Hostigamiento de Sandino y fin de la ocupación

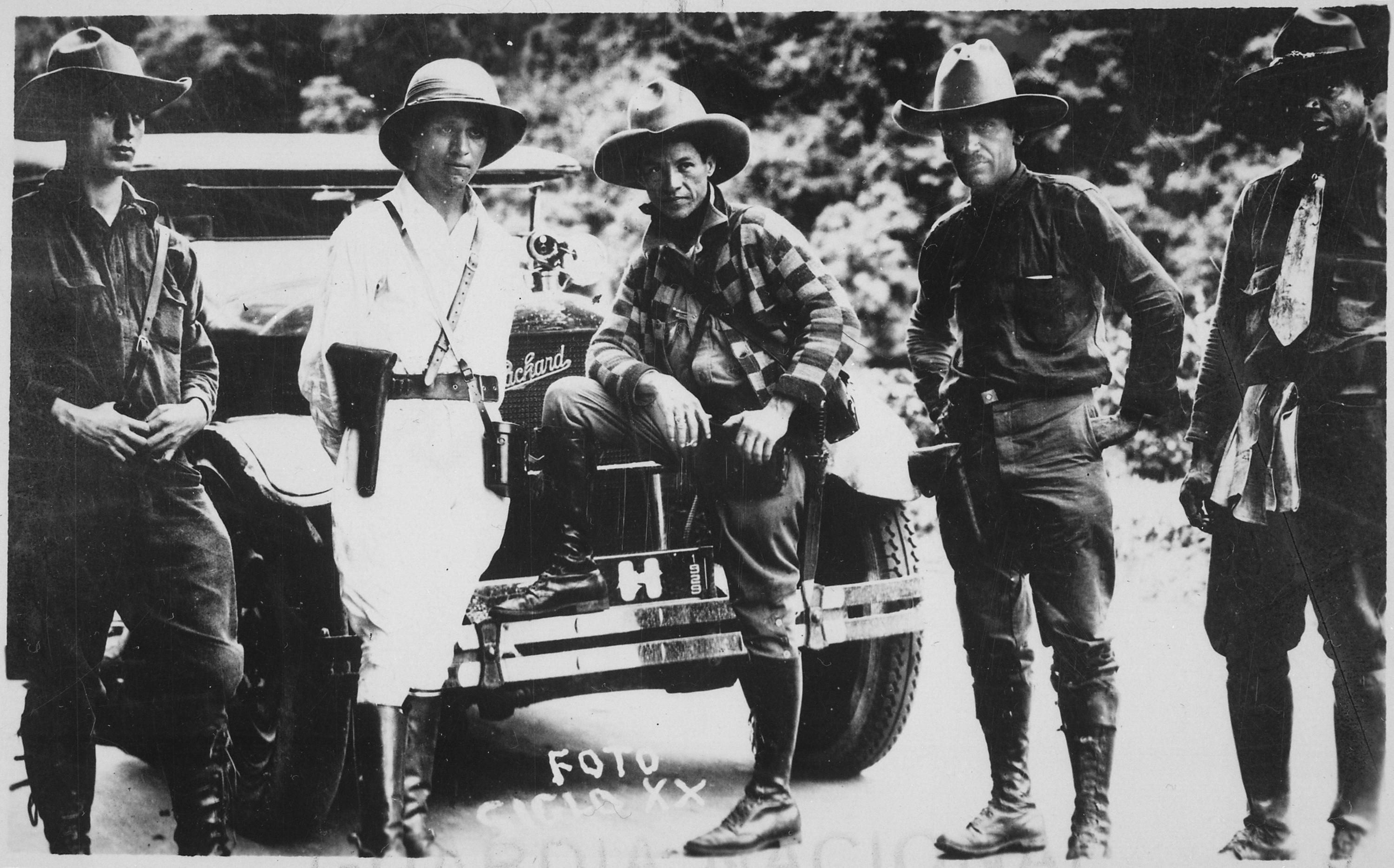
Augusto César Sandino rodeado de algunos colaboradores. Su actividad guerrillera, que las operaciones militares del Gobierno y de los estadounidenses no pudieron impedir, empañó la imagen internacional de los Estados Unidos.

La hábil propaganda de Sandino perjudicó la imagen de los Estados Unidos en el mundo: fomentó la hostilidad de los países latinoamericanos hacia Washington en la Sexta Conferencia Panamericana celebrada en 1928 en La Habana, fue asunto de los comicios presidenciales y complicó la intervención estadounidense en la crisis de Manchuria de 1931. Así, el presidente Herbert Hoover decidió poner fin a la ocupación y, pese a los ruegos de su homólogo nicaragüense, retiró a las tropas el 2 de enero de 1933, al día siguiente de que Sacasa tomase posesión de la Presidencia del Gobierno. En 1929 los cinco mil infantes de marina estadounidenses se habían reducido a poco más de dos mil doscientos y en 1931 se habían retirado de las operaciones contra Sandino. En febrero de 1932, apenas quedaban ya setecientos cuarenta y cinco en Nicaragua. En noviembre de 1932 se habían celebrado nuevas elecciones en Nicaragua, que ganó Sacasa, que, con el respaldo de liberales y conservadores, llegó a un acuerdo para poner fin a la rebelión de Sandino en febrero de 1933.
Cabe mencionar, que, sin embargo haberse alcanzado la paz en 1933, Sandino es asesinado en 1934 en un complot hecho por Somoza, junto con otros compañeros de su organización; y en 1936, Sacasa, el presidente democráticamente electo, es derrocado a la fuerza por Somoza.

## medidas
1. ↑  Concretamente, desde 1893, tras treinta años de Gobiernos conservadores.[5][6]
2. ↑  Knox era el paradigma de los abogados de grandes empresas que dominaron el Departamento de Estado estadounidense a finales del siglo XIX y principios del XX. Entre sus clientes se encontraba la familia Fletcher, la principal inversora estadounidense en Nicaragua y él mismo tenía intereses económicos en el país centroamericano, pues era el principal accionista de una empresa minera que operaba en él.[33]
3. ↑  Los ingresos aduaneros eran con mucho la principal fuente de ingresos de los Gobiernos latinoamericanos, de ahí la importancia de su control y su uso como aval de los préstamos contraídos por los Estados.[50]